# Darksiders II
Darksiders II è un videogioco d'avventura dinamica pubblicato da THQ, sequel di Darksiders. Il gioco è uscito in Europa il 24 agosto 2012 per PlayStation 3, Xbox 360, PC e Wii U. Il 2 maggio 2017 è stato annunciato il sequel, Darksiders III.
Il 30 ottobre 2015 è uscito Darksiders II: Deathinitive Edition su PlayStation 4, Xbox One e Microsoft Windows, versione remasterizzata del gioco a 1080p e 60 FPS. La stessa versione del gioco, ottimizzata alle piattaforme di nuova generazione, è poi arrivata nel 2024 su PlayStation 5 e Xbox Series X/S.

## Caratteristiche
Darksiders II si svolge in parallelo agli eventi del primo capitolo, i giocatori assumeranno il controllo del Cavaliere Morte, fratello di Guerra. Il gioco si svolgerà attraverso un insieme completamente nuovo di mappe, che in totale saranno il doppio rispetto a quelle del suo predecessore.
Il gioco, in terza persona, vedrà Morte affrontare diversi dungeon, molti dei quali sono popolati da PNG (personaggi non giocanti) che possono assegnare missioni secondarie. Durante il suo viaggio, Morte potrà imbattersi in numerosi scrigni che contengono svariati tipi di oggetti: pozioni di energia Collera o Vita, mappe del luogo oppure parti di armature e corazze da indossare (potenziando certi attributi), nuove armi e talismani. Oltre a ciò, questi oggetti potranno essere ottenuti, in qualità di ricompensa, dopo aver sconfitto certi boss.

## Trama
La storia di Darksiders II si svolge nello stesso periodo del suo predecessore, solo che questa volta i giocatori prendono il controllo di Morte (un altro dei Cavalieri dell'Apocalisse) invece di suo fratello, Guerra. Il gioco si svolge inoltre in un mondo completamente nuovo, due volte più grande del suo predecessore. Anche i due cavalieri rimanenti, Conflitto e Furia, appaiono, ma non sono giocabili, in quanto avranno un proprio gioco da seguire, che continuerà la saga dei Cavalieri dell'Apocalisse. Secondo la rivista Game Informer, nel gioco sono stati aggiunti anche nuovi elementi, come la possibilità di saccheggiare i corpi dei nemici per trovare nuove armi e armature. Viene inoltre rivelato le origini dei Cavalieri: essi appartengono all'antica razza dei Nephilim, esseri ibridi tra gli angeli e i demoni, ma che tutta via, non rappresentano nessuno dei due. Eoni addietro i Nephilim scossero il cosmo stesso. Essi erano una razza dominatrice e distruttiva. Affammati di potere e conquista, dominarono e sterminarono incalcolabili mondi e razze. Le atrocità che commisero furono inimmaginabili, portando tutti a provare un terrore assoluto verso di loro. I futuri Quattro Cavalieri, progressivamente, iniziarono col tempo a disprezzare e a provare disgusto per ciò che faceva la loro razza. Decisero infine di allontanarsi dai loro simili, e servire un bene più grande. Giurarono infine fedeltà al Consiglio; in cambio di enormi poteri avrebbero sterminato il loro popolo e così fu.
La storia di Darksiders II inizia quasi contemporaneamente a quella del primo Darksiders. Dopo che Guerra viene condannato e rispedito sulla Terra, l'Arso Consiglio riferisce la sua situazione al resto dei Cavalieri. Il Cavaliere della Morte, sapendo che suo fratello Guerra è il più onorevole e incorrotto dei Cavalieri e che non avrebbe mai dato il prematuro inizio all'Apocalisse, è furioso. Credendo che suo fratello sia vittima di una cospirazione, Morte ignora gli ordini del Consiglio e parte per una missione personale per dimostrare l'innocenza di Guerra. La Morte si reca nel Velo, un luogo tra il Paradiso e l'Inferno, per chiedere favori ai potenti esseri che governano quel regno.

## Personaggi
Morte
Conosciuto come il Cavaliere Pallido, Morte è il fratello di Guerra e degli altri cavalieri Furia e Conflitto. È il più grande dei Quattro e appartiene ai Primigeni dei Nehipilim. In seguito alla sentenza di morte emessa dall'Arso Consiglio verso Guerra (posticipata per consentirgli di provare la sua innocenza), colpevole di aver iniziato l'Apocalisse prematuramente, anche Morte decide di indagare a fondo pur di aiutare il fratello.
A dispetto di Guerra, dalla personalità rigorosa e formale, Morte si presenta più spavaldo, arrogante e più incline alla violenza. La sua cavalcatura è un destriero scheletrico, chiamato Disperazione, ed è sempre seguito da Polvere, un'entità dalle sembianze di un corvo che gli offre suggerimenti sulla meta da raggiungere. Nel romanzo, Morte essendo uno dei Primigeni della sua razza è a conoscenza di cose che Guerra, Furia e Conflitto hanno solo sentito accenni, rivelando che agli albori, i Nephilim hanno commesso crimini così orribili da definirsi blasfemi. Tutto ciò gli causò un trauma che tenne nascosto a tutti, compresi i suoi fratelli. Dopo essere diventato servo del consiglio, ammette che per millenni ha giustificato le atrocità che ha compiuto in loro nome per un bene superiore, ma col passare del tempo ha iniziato a sentire che le cose erano cambiate. Iniziando a dubitare del Consiglio e di quello che fece in suo nome, Morte ha iniziato a provare rimorso per quello che ha commesso, convincendosi di avere ucciso e distrutto migliaia d'innocenti condannandoli a un fato orribile sommandosi così a ciò che fece, quando ancora era con i Nephilim.
Polvere
Fedele compagno di Morte. Si mostra come un corvo dotato di particolare intelligenza. Nonostante il suo gracchiare, Morte capisce perfettamente ciò che dice. Guida Morte nella sua strada per i mondi. Si rivela essere stato un corvo di Padre Corvo, ma quando esso venne donato a Morte, egli gli conferi vari poteri rendendolo più forte e diverso dai suoi simili. Nel Romanzo viene rivelato che Polvere ha un contatto telepatico con Padre Corvo.
Corruzione
Più che un personaggio, la Corruzione è in realtà un'essenza negativa che ha la forma di melma nera e gelatinosa in grado di alterare la volontà di coloro con cui entra a contatto. Originatasi a seguito dell'odio di Absalom verso Morte e gli altri Cavalieri, rei di aver ucciso tutti i Nephilim, la Corruzione si è diffusa in tutti i mondi. Talvolta blocca dei passaggi formando degli involucri simili a prismi dal colore verde o giallo. Poiché è stata generata da Absalom, egli ne è il campione e il vero rappresentante. Lo stesso nephilim viene anche chiamato Avatar del Caos e come raccontato da Padre Corvo, Absalom e la Corruzione sono di fatto divenuti un unico essere.
Padre Corvo
Egli è noto soprattutto come il Custode dei Segreti e oltre a essere un subordinato dell'Arso Consiglio è il guardiano del mondo conosciuto come il Velo. Nutre un profondo astio nei confronti dei Quattro Cavalieri e in particolare nei confronti di Morte, che lo ha costretto a custodire le anime dei defunti Nephilim, che tormentano incessantemente Padre Corvo.
Eydard
Egli presiede il reame delle Terre della Forgia ed è il più antico tra gli ultimi rimasti dei Creatori; tra le sue opere si possono annoverare i pilastri di Paradiso e Inferno. Sebbene non veda di buon occhio i Quattro Cavalieri, egli aiuta Morte nella sua missione arrivando perfino a sacrificarsi.
Alya
Alya è tra i più giovani dei Creatori presenti nelle lande della Terra della Forgia e gestisce una fucina insieme al fratello, Valus. Si occupa inoltre del commercio di armi e armature.
Valus
È un altro giovane Creatore, fratello minore di Alya, che ricopre il ruolo di maniscalco svolgendo ininterrottamente il suo lavoro e non proferendo mai parola.
Thane
Egli è uno dei pochi guerrieri dei Creatori rimasti, che con la progressiva scomparsa dei suoi simili e il dilagare della corruzione, è rimasto l'unico tra i suoi ranghi; insegna al protagonista nuove tecniche di combattimento. Può esser sfidato da Morte in duello e se sconfitto chiederà al Cavaliere dei favori: uccidere un elenco di nemici che Thane, per un motivo o un altro, non può affrontare al momento ma con cui in passato aveva interagito. La lista è composta da: Achidna, Argul, Gorewood e Bheithir. Gorewood è l'unico di questi avversari di cui Thane rimpiange la dipartita, dicendo che in passato era un alleato dei Creatori prima che la Corruzione lo piegasse.
Muria
È una veggente cieca dedita alle arti magiche, nonché una delle figure più importanti tra i Creatori superstiti, che fornisce a Morte talismani e artefatti di varia natura.
Vulgrim
È un demone già apparso in precedenza, che svolge le funzioni di mercante anche nei confronti di Morte. In particolare, raccogliendo dieci pagine del Libro dei Morti andando a formarne un capitolo, Vulgrim darà a Morte delle chiavi che apriranno delle porte contenenti dei tesori.
Karn
Denominato anche Cucciolo, in quanto è il più giovane e il più testardo tra i Creatori, Karn è un tipo molto tenace e avventuriero e aiuterà Morte durante la sua missione nella Fonderia, nel tentativo di riattivare l'imponente Guardiano. Nel DLC "Morte Galoppa", chiederà al Cavaliere pallido dei favori: recuperare tre oggetti che Karn ha dovuto abbandonare in fretta per il sopraggiungere della Corruzione. Gli oggetti sono: un piatto (presente nel Calderone), un elmo di un'armatura (smarrito nel Forte Sommerso) e una bussola (lasciata nel Tempio Perduto).
Radicanera
Radicanera è un costrutto di pietra che dopo l'invasione della Corruzione si è addormentato, facendo sì che la vita vegetale mettesse radici dentro di lui e perciò chiede a Morte di fornirgli delle pietre speciali per rimettersi in forze. Per ogni tre pietre che Morte riporterà, Radicanera gli potenzierà un attributo. Queste pietre si sono sparse in tutti i reami e in totale sono 69, suddivise in tre tipologie: le 34 Pietre dei Mistici, dal colore blu; le 25 Pietre del Potere, di colore rosso; e le 10 Pietre della Resistenza, di colore giallo.
Il Custode
È un enorme costrutto di pietra, che riposava da molto tempo nel Tempio Perduto. Il suo nome non viene rivelato, ma afferma di essere un Custode (Warden nella versione originale) e che un tempo c'erano molti suoi simili nelle Terre della Forgia, ma adesso è rimasto solo lui, il Guardiano e un altro fratello di cui udiva i suoni in sogno. Questo fratello è Oran, che Morte scoverà presso il Fiordo.
Oran
Oran è il secondo dei più grandi costrutti Custodi di pietra rimasti nelle Terre della Forgia. In principio inattivo, Oran viene risvegliato e ripristinato da Morte grazie alla Chiave del Creatore e recupererà parti del suo corpo che si erano staccate. Chiederà a Morte di recuperare il Diario dei Creatori, in cui sono presenti numerose canzoni e storie sul popolo delle Terre delle Forgia con cui alleviare l'animo dei Creatori e fortificarli contro la Corruzione.
Ostegoth
Egli è una creatura dall'aspetto simile a quello di un fauno, che esercita presso i vari reami il ruolo di mercante itinerante. Fornisce a Morte sia informazioni che provviste. È l'ultimo rimasto della sua specie e chiederà al Cavaliere Pallido di trovare per lui le reliquie del suo popolo, sparse nei vari regni. Nel DLC convocherà Morte nella Tomba di Argul per distruggere la fonte del potere del Re Deposto.
Draven
Draven è un non-morto che svolge l'incarico di maestro delle lame presso il Trono Eterno, ma un tempo era un grande guerriero umano. Quando la sua anima arrivò nel Regno dei Morti, riuscì a conservare la sua libertà sopravvivendo alle lotte nell'Arena Dorata. Riconosce Morte, sebbene i due non si siano mai incontrati prima. Il suo ruolo è simile a quello di Thane, ovvero insegnante di alcune tecniche di combattimento che Morte potrà acquisire. Fornisce anche informazioni a Morte su degli esseri spettrali chiamati Esangui, che vagano sia nel Regno dei Morti che nelle Terre della Forgia.
Il Cancelliere
Il Cancelliere è un non-morto subordinato al Signore delle Ossa, il re del Regno dei Morti, del quale gestisce la burocrazia. Egli non nutre particolare simpatia per i Quattro cavalieri, tuttavia è tenuto ad agire convenzionalmente, mettendo da parte il suo parere personale.
Il Signore delle Ossa
Il sovrano del Regno dei Morti che risiede sul Trono Eterno, è un non-morto che detiene e rappresenta la legge di tale reame ed emana il giudizio sulle anime dei defunti. Prima di aiutare Morte, gli chiede un favore: trovare e riportare al Trono Eterno i suoi tre subordinati, i Signori dei Morti, rei di averlo abbandonato in passato e di essersi rintanati in differenti punti del reame. In passato era il secondo in comando del re del Regno dei Morti, ovvero Argul, che ha spodestato.
Il Giudice
Secondo dei tre Signori dei Morti che Morte incontra nella sua tomba, non-morti di grande autorevolezza che un tempo erano fedeli servitori del Signore delle Ossa, nonché fra i suoi migliori guerrieri. Quando la Corruzione invase il regno abbandonarono i loro incarichi al fianco del loro sovrano e si rintanarono in differenti punti del Mondo dei Morti. Il Giudice è l'unico dei tre che non affronta Morte in battaglia, dimostrandosi molto pacato e ligio al dovere (tant'è vero che non ha alcuna remora a tornare dal suo padrone; anzi, il fatto che chieda a Morte di salvare tre anime disperse dimostra che è rimasto fedele al suo incarico).
Nathaniel
Un angelo che in passato, durante la battaglia che cancellò i Nephilim dal creato, fu salvato da Morte (il quale tuttavia non lo riconosce). Non appena Morte varca i confini del regno di Luce Perduta, viene assalito da numerosi angeli corrotti ma è proprio Nathaniel ad aiutarlo, respingendo numerosi nemici. In seguito fungerà lo stesso ruolo di mercante ricoperto da altri personaggi, commerciando svariati oggetti (armi, talismani, pozioni ecc.) con Morte. Infine chiederà al Cavaliere Pallido un favore: consegnare una pergamena al Cancelliere dove è riportato il nome di un angelo. Sarà alla fine la veggente Muria a svelare il mistero dietro a questa figura: l'angelo è Abaddon, ora conosciuto come il Distruttore.
Uriel
Angelo femminile già comparsa nel capitolo precedente, Uriel incontra Morte sulla Terra dove, insieme ai suoi soldati, lo aiuta a trovare la bacchetta di Arafel, un artefatto angelico richiesto al Cavaliere Pallido dall'Arconte. In particolare, Uriel e la sua Guardia degli Inferi aiutano Morte a trovare i punti di accesso nelle gallerie alla cui fine si trovano i pezzi che compongono la bacchetta.
Lilith
Conosciuta anche coma la Regina Folle, Lilith è la compagna e la subordinata di Samael, nonché creatrice dei Nephilim, dei quale si ritiene la madre. In quanto reputa i Quattro Cavalieri i suoi ultimi figli, ella aiuta Morte nella sua missione, nella speranza che egli possa far risorgere i Nephilim. Nel romanzo viene rivelato che tempo addietro, Lilith aveva causato gravi problemi sul creato per i suoi piani subdoli. l'Arso Consiglio vedendola una pericolosa minaccia per l'equilibrio la punì. Tutta via non venne uccisa, ma molti dei suoi poteri le furono tolti.

## Boss

### Obbligatori
- Gigante dei ghiacci: Uno dei tanti non-morti che abitano il Velo, di stazza enorme e ricoperto dal ghiaccio. I suoi attacchi sono lenti e prevedibili ma devastanti. Nel DLC La Tomba di Argul se ne incontreranno diversi durante una missione opzionale come miniboss.
- Guerra: In realtà una proiezione del fratello di Morte creata da Padre Corvo, questo doppelgänger di Guerra possiede veloci attacchi e il potere Getto di lame, in grado di evocare svariate lame dal terreno.
- Gharn: Un Costrutto del tipo Campione, più grande degli altri e dalle caratteristiche umanoidi. Creato per proteggere il Calderone, venne infettato dalla Corruzione e si rivoltò contro i suoi padroni.
- Karkinos: Una creatura dalle sembianze di crostaceo ricoperto di pietra e legna e con un grosso corno sulla testa con il quale carica verso Morte. Se sbatte contro un muro farà cadere un uovo che potrà essere lanciato per farlo cadere e poter colpire il ventre molle; se l'uovo non va a segno ne uscirà un piccolo mostro. Una volta sconfitto si otterà il Martello di Karkinos.
- Costrutto Colosso: Gigantesco Costrutto simile al Guardiano ma su scala ridotta che custodisce il Custode nel Tempio Perduto. Il boss è in grado di provocare danni ad area che faranno cadere delle bombe d'ombra, le quali permettono di stordirlo e far fuoriuscire il cuore per infliggere ingenti danni. Durante la battaglia potrà anche evocare dei Costrutti.
- Protettore Corrotto: Un Costrutto del tipo Protettore che viene infettato dalla terza Pietra del Cuore. Ha un raggio d'azione ampio e provoca danni elevati con il suo attacco rotante.
- Il Guardiano: Il più possente e potente fra i Costrutti di pietra Custodi, il Guardiano riposa inattivo nella Fonderia. Per riattivarlo, Karn e Morte devono recuperare ben tre Pietre del Cuore che dovranno essere posizionate in specifiche fessure del costrutto. Purtroppo la terza Pietra del Cuore, quella che andrà sulla fronte, è pervasa dalla Corruzione e infetterà il Guardiano stesso, rendendolo un pericolo per il reame. In battaglia è dotato di un enorme martello e di un cannone al posto del braccio sinistro. Come per tutti i Custodi, il suono della sua voce può generare poteri incredibili.
- Gnaschor: È un gigante di ossa, caratterizzato da un teschio d'oro (anziché bianco come altri della sua specie) e dalla possibilità di staccare la sua spina dorsale e usarla come arma in duello. È il campione dell'Arena Dorata, che nel corso dei vari secoli ha incrementato la sua forza assorbendo l'energia delle anime che ha sconfitto. In passato fu battuto da Draven, ma a quanto pare da allora la sua forza è cresciuta molto. Per farlo uscire allo scoperto, Morte dovrà recuperare tre pietre di anime a forma di corna e posizionarle su tre fori presenti nel teschio esposto nell'Arena.
- Il Guardasigilli: Primo dei tre Signori dei Morti che Morte incontra nella sua tomba. Durante lo scontro evocherà diversi scheletri.
- Tormentor: Gigantesco non-morto che ricorda molto il Carceriere del primo capitolo, ed è armato con un gigantesco uncino nella mano destra mentre altri uncini si trovano sulla gigantesca protuberanza nella parte sinistra. Nella Città dei Morti se ne incontreranno tre come miniboss.
- Il Custode delle Ossa e Gigante d'Ossa: due non-morti che fanno la guardia all'ultima anima che Morte deve recuperare nel Tomba del Giudice. Il Custode delle Ossa non è altro che la parte superiore di uno scheletro appesa a delle catene che ha la facoltà di evocare altri non-morti. Sconfitto il Custode apparirà il Gigante d'Ossa.
- Basileus e Achidna: Terzo dei tre Signori dei Morti che Morte incontra alla fine dello Psychameron, Basileus sembra essere il più perfido e ribelle, nonché il più abile in battaglia. È anche l'unico che si rifiuta di sottostare al potere d'Interdizione, ricomparendo solo dinanzi al Signore delle Ossa. Achidna un tempo era la regina del Regno d'Ombra, Ysilik, una bestia temuta in tutti i reami, persino Morte aveva sentito parlare di lei. Ebbe un incontro con Thane e per questo "vecchio debito" il Creatore ha cercato di ucciderla, solo per scoprire che il suo regno era caduto nel caos a causa della sua scomparsa. Thane la inseguì senza sosta per tutto il Regno dei Morti ma le Terre della Forgia furono attaccate dalla Corruzione e dovette lasciare il debito in sospeso.
- L'Ospite Gemente: L'Ospite Gemente è un enorme essere spettrale situato nella Città dei Morti che custodisce il santuario all'interno, impedendo alle anime umane di entrare nel Pozzo delle Anime e alimentandosi con le stesse. Il suo punto debole è il volto protetto da una maschera, che lo costringerà a ritirarsi in un fascio di luce dal quale sbucheranno dei nemici.
- Il Noss: Il Noss è una gigantesca e immensamente potente creatura dell'Abisso dotata di lunghi arti che appare sulla Terra come membro delle forze del Distruttore. Durante la sua ricerca per la Bacchetta di Arafel, Morte ne incontra e distrugge tre di questi mostri grotteschi. Attaccano principalmente con calpestamenti ed esplosioni di energia, ma sono anche in grado di evocare delle vespe durante la battaglia. Il Noss può anche emettere un urlo per respingere gli avversari. Queste creature sono così potenti che persino la Guardia degli Inferi, per sua stessa ammissione, non ha il coraggio di affrontarle a testa alta.
- Jamaerah: Un angelo scrivano della Cittadella d'Avorio, che cadde vittima della Corruzione. Rivela a Morte che anche l'Arconte cadde vittima della Corruzione e che possiede lui una delle chiavi per accedere al Pozzo delle Anime. Jamaerah possiede il dono della seconda vista, ovvero la capacità di vedere attraverso gli occhi degli altri. Nei suoi studi ha rivolto il suo sguardo su passato, presente e sul futuro mutevole e ciò che ha visto ha turbato l'Arconte a tal punto da confinarlo nella Cittadella invasa dalla Corruzione.
- L'Arconte: L'Arconte Lucien è l'angelo posto a capo dell'avamposto di Luce Perduta e leader dello Scriptorium. Un tempo incorruttibile, in passato aprì il Pozzo delle Anime su richiesta di Abaddon per aiutarlo, ma quando capì che aveva aiutato il Distruttore venne sopraffatto dal peso delle sue azioni, lasciando campo libero alla Corruzione e trascinando in rovina la Cittadella d'Avorio. Custodisce una delle due chiavi con cui è possibile accedere al Pozzo delle Anime, ma mente a Morte dicendogli che la chiave è custodita nella Cittadella. Promette a Morte di farlo giungere alla Cittadella solo se il Cavaliere andrà sulla Terra per recuperare la prodigiosa Bacchetta di Arafel, che Lucien bramava da tempo.
- Samael: Il demone reggente della Pietra Nera, palazzo situato nei Confini dell'Ombra. Governa il suo territorio insieme alla sua subordinata e compagna Lilith. Già incontrato e liberato da Guerra nel capitolo precedente, egli metta alla prova Morte, per capire se può affrontare il Pozzo delle Anime e gli dona la sua chiave. Samael è in assoluto uno dei nemici più forti e insidiosi del gioco, tant'è che nel duello contro Morte non sfrutta nemmeno tutto il suo potere. Se sconfitto in "Nuova Partita+" donerà al giocatore la sua arma, la Mazza della Fiamma eterna.
- Absalom: Egli era il primo dei Nephilim, che venne ucciso insieme ai suoi confratelli da Morte per ordine dell'Arso Consiglio. Nutre profondo odio verso il suo confratello e medita vendetta nei suoi confronti. È stato proprio l'astio e il rancore nei confronti di Morte e degli altri Cavalieri a generare la Corruzione, di cui Absalom è imbevuto. Samael lo riteneva il più forte dei Nephilim prima del massacro della sua razza, ma dopo aver generato la Corruzione, Absalom è divenuto ancora più forte e temibile.

### Opzionali
- Gorewood: Un tempo uno spirito della natura che abitava la foresta nelle Terre della Forgia e inoltre amico dei Creatori, Gorewood venne contagiato dalla Corruzione che attraverso esso si propagò per la foresta. Oltre ad attaccare fisicamente è in grado di evocare filamenti di corruzione che possono bloccare Morte.
- Bheithir: Bheithir è un gigantesco pipistrello infuocato in grado di attaccare con gli artigli, schiantarsi al suolo a mezz'aria ed erompendo un fiume di lava, molto difficile da evitare in quanto la zona dello scontro è un ponte. Bheithir e la sua specie un tempo occuparono le Terre della Forgia dando la caccia ai Creatori non appena vi si stabilirono, finendo infine cacciati finché non rimase solo Bheithir, il quale si è scavato un nido nel Cantuccio, uscendo solo quando aveva bisogno di mangiare.
- Ghorn: Un Costrutto Campione ma avvolto dalle fiamme, risultato di un esperimento condotto da Muria per vedere se fosse possibile creare un Costrutto senza sacrificare l'anima di un Creatore usando una scintilla proveniente dalle Sale del Padre di Pietra. Il Costrutto tuttavia divenne pazzo ed estremamente violento. Prendendo il nome di Ghorn, uccise un giovane Creatore e fuggì nel Passo Arso rifugiandosi nella Cicatrice.
- Il Re Deposto: Un gigantesco non-morto di ghiaccio la cui vera identità è Argul, il precedente sovrano del Regno dei Morti e la sua dipartita costituirà il completamento di una delle missioni assegnate a Morte da Thane. Leggenda dice che la sua follia e la sua malvagità erano talmente sconfinate che furono il motivo per cui alcuni suoi subordinati si ribellarono, spodestandolo e prendendo il suo posto al comando del Trono Eterno. Leader della congiura fu il Signore delle Ossa, seguito dal Cancelliere e probabilmente da molti altri. Argul non fu però ucciso completamente, poiché il suo corpo giace ancora operativo nel Covo del Re Deposto, mentre l'anima è stata confinata in alcune lande isolate del regno, dove risiede la sua Tomba. Argul è decisamente uno degli avversari più forti del gioco, in quanto la sua vera potenza non viene mai manifestata (essendogli state divise anima e corpo). Il suo corpo utilizza come arma lo Scettro del Re Deposto, un'arma leggendaria in grado di congelare Morte e provocargli danni nel tempo, ed è una delle poche che può reggere il confronto con le armi possedute di miglior livello.
- Arbitro delle Anime: È un potente non-morto che si è rintanato nel pericoloso Labirinto delle Anime, oltre il decimo livello. È un nemico giurato del Signore delle Ossa e di fatto uno dei pochi oppositori rimasti dopo che quest'ultimo ha spodestato Argul dal Trono Eterno. Tempo fa l'Arbitro sottrasse un prezioso gioiello dal Trono Eterno: la Corona del Signore dei Morti, che il Cancelliere vorrebbe indietro. Quando la sua salute si esaurirà di un quarto creerà una barriera attorno a sé e convocherà diversi nemici. Quando la sua forza vitale è quasi vuota, evocherà un Generale Non-Morto e continuerà ad attaccare Morte attraverso la sua barriera energetica che rimuoverà quando il Generale sarà sconfitto.

### Boss dei DLC
La Tomba di Argul
- Titano Custode delle Ossa Gelate: Boss simile al Tormentor ma ricoperto di ghiaccio e armato con un'ascia fatta dello stesso materiale, custodisce la chiave per accedere alla Tomba di Argul.
- Piaga dei Ghiacci: Boss finale del DLC, la Piaga dei Ghiacci è in realtà un'entità legata all'Abisso che in passato venne evocata dal Re Folle Argul. Legata alla volontà del Re dei Morti, tramite questa connessione l'entità prese l'aspetto di un drago di ghiaccio che servì Argul durante il suo regno. Dopo la congiura ordita dal Signore delle Ossa la Piaga dei Ghiacci venne bandita insieme alla Tomba di Argul. I suoi attacchi sono principalmente fisici ma durante lo scontro volerà in aria lanciando pezzi di ghiaccio. Arrivato a metà vita si potenzierà con l'energia oscura.

La Forgia Abissale
- Fabbro Pazzo: Era un fabbro dei Creatori che è stato esiliato e confinato da oltre un millennio nella Terra delle Ombre, una sorta di limbo all'interno dell'Albero della Vita; non si sa come ma divenne anche un non-morto, sostituendo anche il suo braccio sinistro con una protesi alimentata dal fuoco. Il Fabbro Pazzo si definisce non completamente impazzito, ma non appena compare Morte lo attacca senza indugi. Perso il duello, gli chiede di essere risparmiato e lo mette al corrente riguardo al pericolo rappresentato dalla Forgia Abissale.
- Forgia Abissale: Boss finale del DLC, si tratta di un Costrutto creato dal Fabbro Pazzo usando l'energia dell'Abisso per poter creare dei Costrutti più potenti. Tuttavia la Forgia si ribellò al suo creatore e si prefisse l'obbiettivo di espandere la propria presenza su tutti i mondi, creando un esercito di Costrutti che a loro volta avrebbero costruito altre Forge Abissali, le quali avrebbero dato vita ad altri Costrutti. Durante il combattimento si limiterà a lanciare palle di fuoco o a evocare dei Costrutti, mentre nella zona di scontro ci saranno diverse esplosioni di magma. L'unico modo per danneggiarla è stordirla e usare la Morsa Letale sulla Pietra del Cuore esposta.

Il Signore dei Demoni Belial
- Mastro Guerriero: Un comandante dei demoni che apparirà quando Morte incontrerà il Cacciatore. Inizialmente appare come un normale demone, ma quando la sua vita scenderà di un quarto assumerà la forma di Guerriero Inferocito rendendo i suoi attacchi più veloci e potenti.
- Belial: È un potente signore dei Demoni, che ha invaso con la sua insidiosa legione una città della Terra che ora ha preso il nome di Paese della Cenere poiché messa a ferro e fuoco. Belial di corporatura è alto e grasso e come ogni demone possiede due ali nella schiena. La sua Tana si trova nel sottosuolo, oltre il Sotterraneo. È un demone molto forte e nel breve dialogo che ha con Morte, pare non apprezzare Lilith e Samael (rei secondo lui di tenere in buona considerazione il Cavaliere Pallido). Dà quindi vita a un intenso duello contro Morte, in cui mostra svariate capacità legate alla manipolazione del fuoco e una sorta d'invulnerabilità che può essere spezzata solo sparando in un certo punto della sua aura. Se battuto, Morte entrerà in possesso della sua arma: il Tridente di Belial, una delle armi più potenti del gioco.

## I Poteri di Morte
In un'apposita schermata del gioco sarà possibile notare una sorta di albero delle abilità di Morte. Questo altro non è che una lista di tutti i poteri soprannaturali che Morte potrà acquisire via via durante l'avventura. Essenzialmente, i poteri di Morte si dividono in due classi principali: araldo e necromante. Araldo attiene a quelle abilità dedite al combattimento ravvicinato o corpo a corpo, mentre la classe Necromante raggruppa poteri legati alla magia nera. In totale esistono 33 abilità, di cui 16 per la classe Araldo e 17 per quella Negromante. Ogni singola abilità è migliorabile, dal livello 1 (quello base) fino al 3 (il massimo). Sia nella classe Araldo sia nella classe Negromante apparirà evidente che esistono delle abilità principali o madri, a cui sono legate tutta una serie di sotto-abilità. Ad esempio nella classe Araldo, una delle abilità principali è il Fendente del Teletrasporto a cui si associano altre cinque abilità strettamente legate a esso: Fiore di Morte, Immolazione, Ineluttabilità, Furia della Tomba e Furia Infinita. Stesso discorso nella classe Negromante, dove una delle principali abilità è Esumazione, a cui si legano strettamente altre cinque abilità: Immortalità, Debilitazione, Fascino di Morte, Anime infuocate, Esplosione di cadaveri.
Molte di queste abilità pertanto potranno essere sbloccate solo se sarà già stata attivata l'abilità dominante a cui sono associate.
Nella versione in lingua madre, le due classi di abilità sono: Harbinger e Necromancer. Nella versione in lingua italiana, mentre la parola Necromancer è stata tradotta letteralmente ovvero Negromante, la parola Harbinger, che letteralmente significa annunciatore o messaggero, è stata tradotta con Araldo (in inglese araldo si dice herald). Il significato tuttavia è di fatto identico e anzi, visto il tema trattato, è forse maggiormente adatto.

## Armi Possedute
Una parte importante dell'equipaggiamento è costituita dalle c.d. armi possedute. Queste armi sono rare da trovare, perché vengono fornite casualmente durante l'avventura (magari dopo aver eliminato un boss oppure, semplicemente, recuperandole nei forzieri). La peculiarità di queste armi è che possono essere potenziate sacrificandone altre. In genere, ogni arma posseduta può aumentare di cinque livelli la sua potenza iniziale. Sacrificando armi con determinati bonus, andremo a potenziare quell'attributo nell'arma posseduta. In breve, l'arma posseduta acquisisce le qualità di quelle armi che si decide di eliminare per potenziare la prima. Ad esempio, se si desidera un'arma con probabilità di critico e danno colpo critico, basterà sacrificare equipaggiamenti che donano questi bonus e l'arma ne entrerà in possesso. Inoltre è possibile potenziare un solo bonus per volta e, in totale, le categorie di bonus associabili all'arma sono cinque. Ovviamente si può decidere se concentrarsi su un solo bonus e potenziare sempre quello oppure aumentare fino a quattro bonus, in modo da concentrarsi su più qualità. Va comunque detto che il potenziamento è graduale e concentrandosi su più bonus, l'arma migliorerà in ogni attributo più lentamente. Per contro, se ci si concentrerà su un solo bonus, quell'aspetto aumenterà di molto ma ovviamente l'arma possiederà solo quel particolare attributo, rischiando magari di essere poco efficace contro nemici immuni a quella dote. I danni base che ogni arma posseduta può infliggere dipendono dal momento in cui le si trova (ad esempio, un'arma posseduta trovata nelle Terre della Forgia non sarà potente come una trovata nel Regno dei Morti).

## Mondi e Albero della Vita e della Morte
Durante la prima parte del gioco, l'obiettivo di Morte sarà quello di raggiungere l'Albero della Vita. Una volta fatto, si avrà a disposizione un portale per esplorare i diversi mondi. I mondi disponibili sono in tutto quattro (oltre al Velo) e l'Albero è sempre presente, anche se in due mondi (Regno dei Morti e I Confini dell'Ombra) l'Albero è chiamato Albero della Morte.
Il Velo: Il primo mondo esplorabile è quello del prologo, formato da vaste distese ghiacciate. Non sarà più possibile raggiungerlo dopo il prologo ed è la dimora di Padre Corvo.
Terre della Forgia: Il secondo mondo esplorabile, in cui risiedono i Creatori, esseri che costruirono molti mondi con le loro stesse mani. L'atmosfera è molto fiabesca e poco cupa rispetto al resto dei mondi.
Regno dei Morti: Il terzo mondo esplorabile, come dice il nome è il Regno abitato dalla razza dei Non-morti (esseri scheletrici di varie dimensioni) e qui inoltre finiscono le anime dei defunti (provenienti da qualsiasi regno, incluso questo). Qui Morte incontrerà il Signore delle Ossa. Una volta che sarà stato aiutato, portandogli i tre Signori dei Morti, concederà a Morte l'accesso alla Città dei Morti, luogo dove egli scoprirà come raggiungere il Pozzo delle Anime.
Luce Perduta: Il quarto mondo esplorabile appartiene agli angeli e da qui è possibile anche accedere alla Terra, dopo aver raggiunto la vetta del Tempio di Cristallo e immergendosi in un'apposita fonte. Appartiene a questo mondo anche la Cittadella d'Avorio. Qui si trova una delle due chiavi utili per accedere al Pozzo delle Anime.
I Confini dell'Ombra: Il quinto mondo appartiene ai demoni. In questo mondo si potrà esplorare una parte "passata" tramite l'Accesso al Tempo. Qui incontreremo anche Samael, una vecchia conoscenza del primo gioco e uno dei boss più forti di Darksiders 2. Lo stesso Samael custodisce l'altra chiave essenziale per accedere al Pozzo delle Anime.

## DLC
Darksiders II possiede molti contenuti scaricabili, tra cui svariati set di armi e armature adatte per un livello del personaggio che oscilla tra il 5° e il 10°. Oltre a questi, vi sono quattro dlc che aggiungono ulteriori ore di gioco alla storia. Di questi quattro contenuti, tre sono situati in un menù a parte rispetto alla campagna principale e risultano giocabili in modo indipendente. Nella Deathinitive Edition, i tre DLC separati sono stati integrati nella storia principale.
-Morte Galoppa:
La prima parte consiste nello svolgere dei favori per Karn, ovvero recuperare tre oggetti ( un piatto, un elmo e una bussola), che il Creatore ha smarrito nelle Terre della Forgia. La seconda parte è affidata da Draven, il quale informa Morte della presenza di sei Esangui da eliminare (tre nel Regno dei Morti e tre nelle Terre della Forgia). La terza e ultima parte è affidata da Oran: ritrovare il Diario dei Creatori, perdutosi nelle Terre della Forgia. È l'unico dei quattro dlc-storia a essere inserito all'interno della campagna principale.
-La Tomba di Argul:
In un luogo imprecisato (forse nel Velo oppure in un'altra landa sconosciuta del Regno dei Morti) Morte incontra Ostegoth, il quale gli narra la storia completa di Argul e dell'esistenza della sua tomba, un posto che nessuno sa precisamente dove si trovi. All'interno della tomba è celata una creatura abissale fedelissima ad Argul: la Piaga dei Ghiacci.
-La Forgia degli Abissi:
In un regno a metà fra l'Albero della Vita e l'Albero della Morte si trova la Terra delle Ombre, dove è confinato il Fabbro Pazzo, un ex-fabbro dei Creatori, imprigionato in questo limbo per punizione. Il fabbro ha creato una creatura abissale, la Forgia degli abissi, il cui scopo è infestare gli altri regni della sua prole.
-Il Signore dei demoni Belial:
Sulla Terra, presso il Paese della Cenere, Morte si reca per verificare se esistono ancora degli esseri umani. Dopo essersi imbattuto in Uriel, la quale gli conferma l'esistenza di alcuni umani, Morte inizia una ricerca che lo porterà a confrontarsi contro il potente Belial e la sua legione. Oltre a ciò incontrerà anche un umano che si fa chiamare il Cacciatore.